# Khang Khek Ieu
Khang Khek Ieu (født 17. november 1942 i Choyaot nær Kompong Chen, i Kompong Thom-provinsen, død 2. september 2020), også kendt som Kaing Guek Eav og under dæknavnet "Duch", var en af lederne for kommunistpartiet De Røde Khmerers regime i Demokratisk Kampuchea (nuværende Cambodja) fra 1975 til 1979. Han er mest kendt for at have været kommandant for koncentrationslejren og torturcentret Tuol Sleng i Phnom Penh.
31. juli 2007 blev han tiltalt for forbrydelser mod menneskeheden ved Røde Khmer-tribunalet, og 25. juli 2010 blev han idømt 35 års fængsel for forbrydelser mod menneskeheden, drab, tortur, voldtægt og umenneskelige handlinger.